# نوستوک
نوستوک (به انگلیسی: Nostoc) سرده‌ای از سیانوباکتری‌ها است که در محیط‌های مختلف یافت می‌شود. رشته‌های از سلول‌های یک‌شکل در غلافی ژلاتینی تشکیل کلنی می‌دهند.
نوستوک را می‌توان در خاک، روی سنگ‌های مرطوب ، در کف دریاچه‌ها و چشمه‌ها (آب شیرین و شور) و به ندرت در زیستگاه‌های دریایی یافت. این باکتری‌ها ممکن است به صورت هم‌زیستی در بافت‌های گیاهان، رشد کرده و نیتروژن را از طریق عملکرد سلول‌های تمایز یافتهٔ انتهایی به نام هتروسیست به میزبان خود برساند. نوستوک‌ها برای انجام فتوسنتز دارای رنگدانه‌های فتوسنتزی در سیتوپلاسم خود هستند.

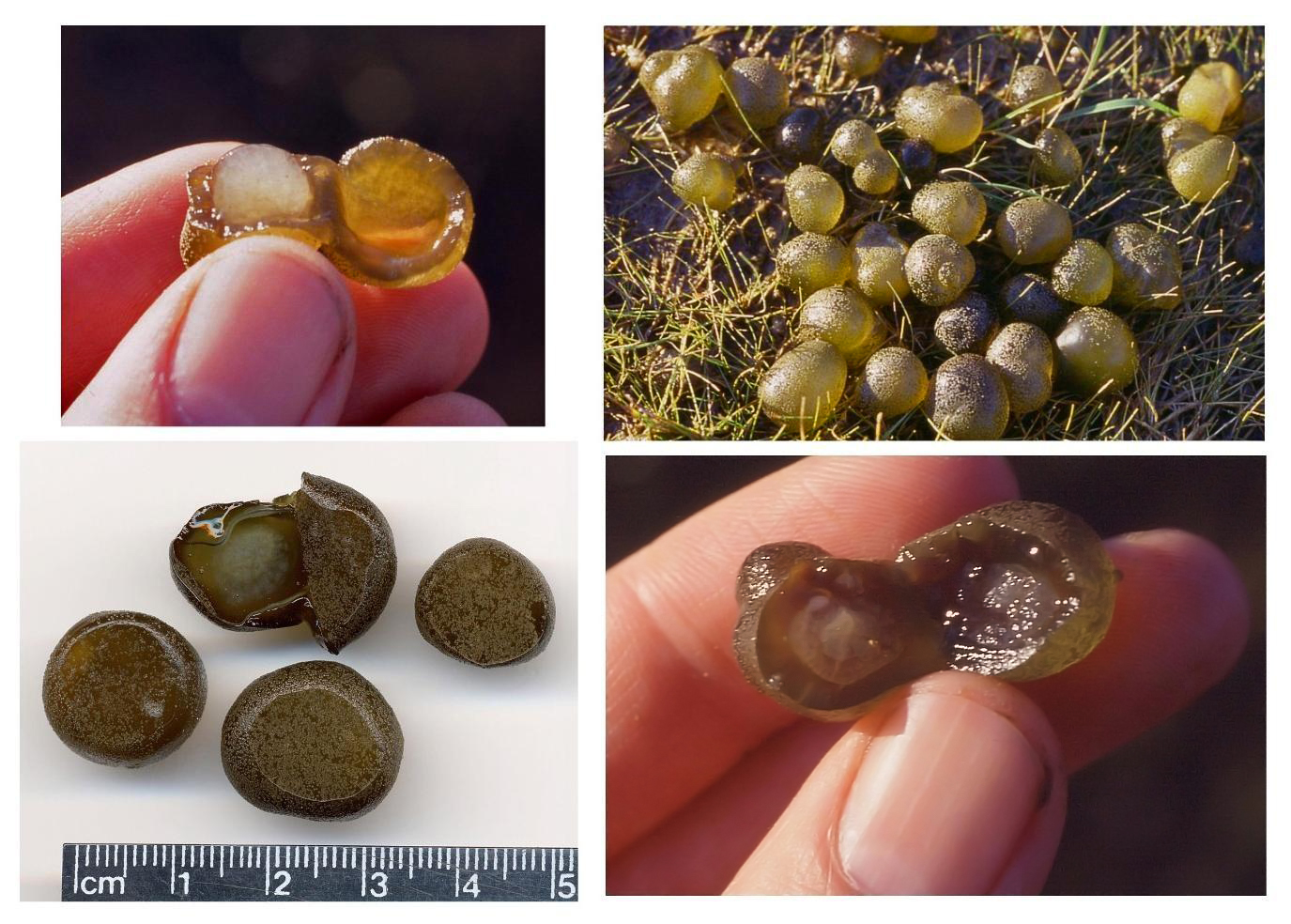
Nostoc pruniforme

سردهٔ نوستوک‌ها، متعلق به خانوادهٔ Nostocaceae از راستهٔ Nostocales است.

## نام‌گذاری غیرعلمی
کلنی نوستوک‌ها معمولاً روی زمین دیده نمی‌شود، اما پس از باران، به توده‌ای برجسته و ژله‌ای تبدیل می‌شود، که زمانی تصور می‌شد این کلنی از آسمان سقوط کرده‌است، از این رو مردم نام‌های مختلفی مثل، ژله ستاره‌ای، کرهٔ ترول، کره جادوگر (با قارچ مغز زرد اشتباه گرفته نشود) و ژله جادوگر برای این کلنی‌ها استفاده می‌کردند.

## استفاده در آشپزی
نوستوک حاوی پروتئین و ویتامین ث است. گونه‌های نوستوک در درجهٔ اول، در آسیا کشت و مصرف می‌شوند. گونه‌های N. flagelliforme و N. commune در چین برای تأمین غذا و نجات از قحطی‌ها استفاده می‌شده‌است. گونه محبوب‌تر نوستوک در آسیای مرکزی گونهٔ N. ellipsosporum است.